# Коханці? (фільм, 1927)
Коханці? (англ. Lovers?) — американська мелодрама режисера Джона Стала 1927 року.

## У ролях
- Рамон Новарро — Джозе
- Еліс Террі — Феліція
- Едвард Мартіндел — Дон Джуліан
- Едвард Коннеллі — Дон Северо
- Джордж К. Артур — Пепіто
- Лілліан Лейтон — Дона Мерседес
- Холмс Херберт — Мілтон
- Джон Мільян — Альварес
- Рой Д'Арсі — сеньйор Гальдос